# Institute (Band)
Institute war eine US-amerikanische Alternative-Rock-Band, in der der ehemalige Bush-Frontmann Gavin Rossdale mitwirkt. Das einzige Album der Band (Distort Yourself) wurde am 13. September 2005 veröffentlicht.

## Bandgeschichte
Institute wurde 2004 gegründet, nachdem es interne Probleme in Gavin Rossdales anderer Band Bush gegeben hatte. Rossdale tat sich mit Chris Traynor zusammen, der nach dem Ausstieg des ehemaligen Bush-Gitarristen Nigel Pulsford auf der letzten Bush-Tour die Gitarristen-Rolle übernahm. Traynor ist außerdem in der amerikanischen Rockband Helmet (Band) als Gitarrist tätig. Institute wurde später mit Bassist Cache Tolman (Rival Schools) und Schlagzeuger Josh Freese komplettiert. Freese war nur kurze Zeit bei Institute tätig, da die Band einen Drummer für die Aufnahmen zu ihrem Debütalbum Distort Yourself brauchte. Charlie Walker übernahm später den Platz von Freese.
Nachdem die Band bei Interscope Records (über Interscope wurden auch die ersten drei Bush-Alben veröffentlicht) unter Vertrag genommen worden war, begann Rossdale zusammen mit dem Produzenten und Helmet-Frontmann Page Hamilton mit der Arbeit an Distort Yourself.
Das Album erschien am 13. September 2005 und debütierte in den US-amerikanischen Billboard-Charts auf Platz 81. Die erste Single der Band Bullet-Proof Skin, die auch Teil des Soundtracks zum Hollywood-Film Stealth war, erreichte Platz 29 als höchste Platzierung in den Billboard-Charts.
Zu Institutes Live-Repertoire zählen auch zahlreiche erfolgreiche Bush-Songs, wie z. B. Machinehead, The People That We Love, Swallowed und Glycerine.
Im Jahr 2005 war Institute Vorband von U2 bei zahlreichen Konzerten auf deren Vertigo-Worldtour.
Die Band löste sich 2006 nach nur einem Album wieder auf.

## Diskografie

### Alben
- 2005: Distort Yourself

### Singles
- 2005: Bullet-Proof Skin

### Bonus-Tracks
- The Art of Walking: B-Side; zu finden auf der Bullet-Proof Skin Limited-Edition Vinyl-Single.
- Buzz of my System: B-Side; zu finden auf der britischen Veröffentlichung von Distort Yourself.
- God gave us Land: B-Side; zu finden auf der britischen Veröffentlichung von Distort Yourself.
- The Break and Fall of Record Companies: B-Side; Zu Finden auf der Neuveröffentlichung von Distort Yourself.